# Benzoílo

Estrutura do cloreto de benzoílo.

Em química orgânica, benzoílo ou benzoíla (de benzó(ico)+ilo) é o radical acilo com estrutura C6H5CO- do ácido benzóico e de uma extensa série de compostos.
Não deve ser confundido com benzilo (ou benzil), o qual é o radical ou íon formado pela remoção de um dos hidrogênios do grupo metilo do tolueno (metilbenzeno). Enquanto um substituinte benzil é comumente abreviado "Bn", um grupo benzoílo é em contraste representado pela abreviatura "Bz".